# نشان (فیلم ۱۹۶۱)
نشان (انگلیسی: The Mark) فیلمی در ژانر درام به کارگردانی گای گرین است که در سال ۱۹۶۱ منتشر شد. از بازیگران آن می‌توان به ماریا شل، استوارت ویتمن و راد استایگر اشاره کرد.